# Velilla de Jiloca
Velilla de Jiloca – gmina w Hiszpanii, w prowincji Saragossa, w Aragonii, o powierzchni 10,4 km². W 2011 roku gmina liczyła 115 mieszkańców.